# Dorota Krasowska
Dorota Maria Krasowska (ur. 6 lutego 1961) – polska wenerolożka, dermatolożka i immunolożka, profesor nauk medycznych, prorektor Uniwersytetu Medycznego w Lublinie (2020–2024). 

## Życiorys
Dorota Krasowska studiowała na Wydziale Lekarskim Akademii Medycznej w Lublinie. W 1994 uzyskała tamże stopień doktora nauk medycznych na podstawie rozprawy pt. „Badania nad wybranymi wskaźnikami odpowiedzi zapalnej i immunologicznej w liszaju płaskim” (promotorka – Barbara Lecewicz-Toruń). W 2004 habilitowała się na podstawie dorobku naukowego, w tym dzieła „Liszaj płaski w aspekcie badań genetycznych, immunologicznych i psychologicznych”. W 2010 otrzymała tytuł naukowy profesora. Uzyskała specjalizację I i II stopnia w zakresie dermatologii i wenerologii.
Zainteresowania naukowe Krasowskiej obejmują choroby autoimmunologiczne, m.in. choroby tkanki łącznej, łuszczycę, liszaj płaski, choroby alergiczne skóry, choroby pęcherzowe oraz dermoskopię, terapię fotodynamiczną i laseroterapię.
Od 1987 związana z Katedrą i Kliniką Dermatologii, Wenerologii i Dermatologii Dziecięcej, której jest kierowniczką. Prorektor ds. osobowych i rozwoju kadry w kadencji 2020–2024. Wypromowała dziewięcioro doktorów.
W latach 2015–2018 pełniła funkcję Konsultanta Wojewódzkiego w dziedzinie dermatologii i wenerologii w województwie lubelskim. Członkini Zarządu oraz przewodnicząca Oddziału Lubelskiego (od 2016) Polskiego Towarzystwa Dermatologicznego. Działa także w Stowarzyszeniu Rozwoju Dermatologii, Dermatologii Estetycznej, Leczenia Chorób Tkanki Łącznej i Łuszczycy (prezes), Fundacji „Tak, mam łuszczycę” oraz Europejskiej Akademii Dermatologii i Wenerologii.

## Odznaczenia i wyróżnienia
- Srebrny Medal „Zasłużony dla Nauki Polskiej Sapientia et Veritas” (2023)[10]
- Wyróżniana nagrodami Rektora UM w Lublinie za osiągnięcia naukowe oraz dwukrotnie zespołową nagrodę Ministra Zdrowia za cykl publikacji dotyczących biologii molekularnej chorób wieloczynnikowych i twardziny układowej[4].